# بريندا نايل
بريندا نايل (بالإنجليزية: Brenda Niall)‏ هي صحفية أسترالية، ولدت في 25 نوفمبر 1930.